# Villa Cattaneo dell'Olmo
Villa Cattaneo, detta anche Villa dell'Olmo o Villa Cattaneo Delle Piane dell'Olmo è una storica villa patrizia italiana, sita nel quartiere di Genova Cornigliano, nell'area di Campi.

## Storia
L'insediamento "dell'Olmo" a Cornigliano Campi, contiguo alla trecentesca abbazia di San Niccolò del Boschetto, apparteneva alla famiglia Grimaldi dal XV secolo. Dopo vari passaggi di proprietà, la famiglia Cattaneo, erede dei Grimaldi, ricostruì l'edificio come dimora padronale di campagna nel XVII secolo, eliminando quasi completamente l'impianto originario.
Nel 1658 la villa fu venduta e divenne la residenza di Francesco Brignole. 

Nel 1978 l'edificio fu acquistato dalla società Ansaldo, che possedeva gran parte dei terreni circostanti, precedentemente agricoli e al tempo convertiti in attività industriali e siderurgiche. In seguito al restauro degli spazi interni e al ripristino dei solai, utilizzando tecniche che ne hanno preservato le originali volte affrescate, la villa divenne la sede di rappresentanza dell'Archivio Storico Ansaldo, oggi Fondazione Ansaldo. 

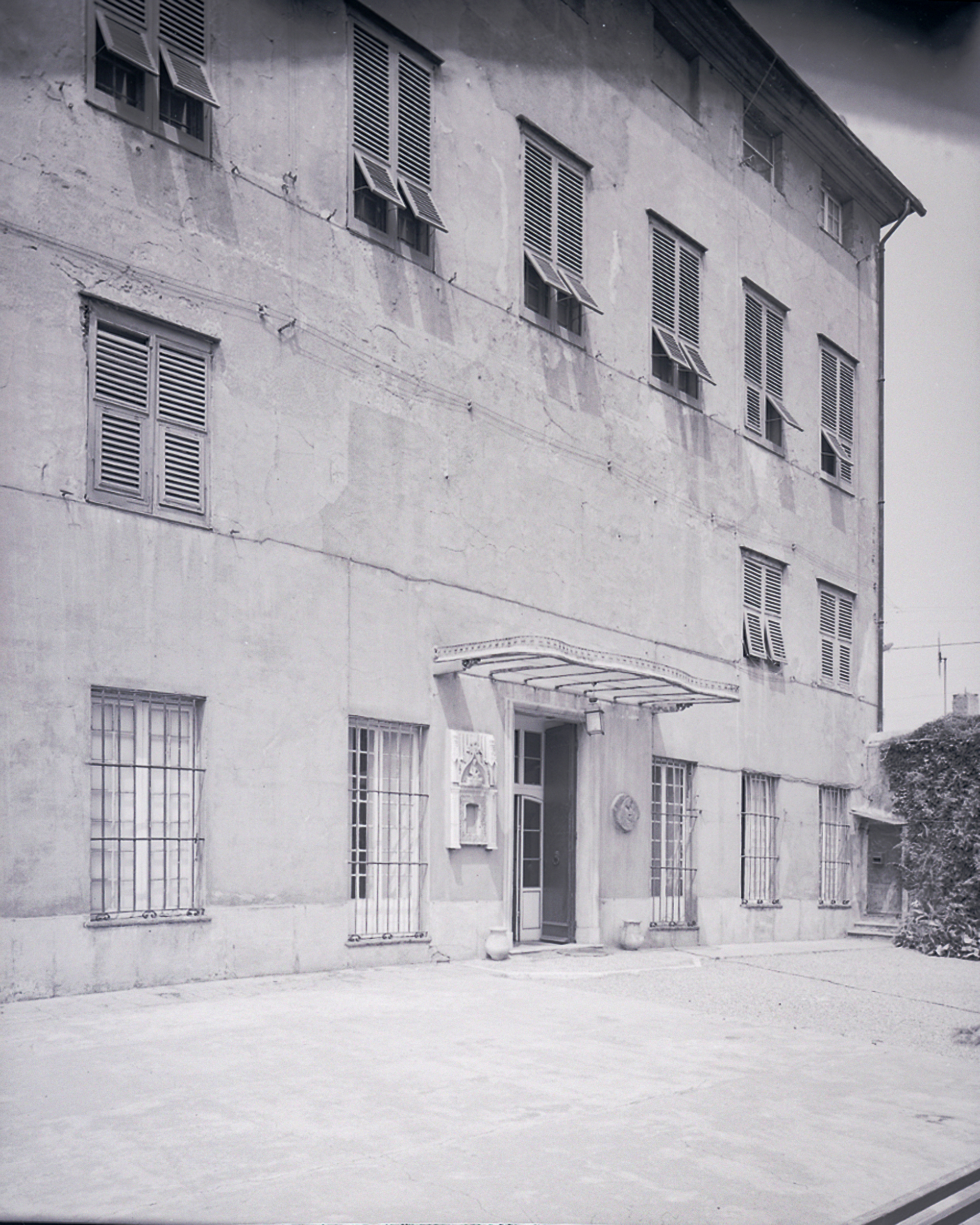
Scorcio della facciata principale in un'immagine di Paolo Monti (1963)

Oggi la villa è aperta al pubblico e ospita le attivita' di acquisizione, conservazione, digitalizzazione e valorizzazione degli archivi storici delle società del Gruppo Ansaldo, oltre ad eventi ed esposizioni culturali e artistiche.

## Descrizione
La struttura architettonica della villa e la gestione dei volumi si ispira ai modelli di Galeazzo Alessi per le residenze di Strada Nuova. Il modello compositivo è tipico dello stile di molti palazzi e ville genovesi, caratterizzato da linee e proporzioni semplici e cubiche, riconoscibile anche nelle ville di Sampierdarena. La disposizione interna separa le aree collettive, inclusa la cappella al primo piano, dalle camere private e dal salone delle feste al piano nobile.

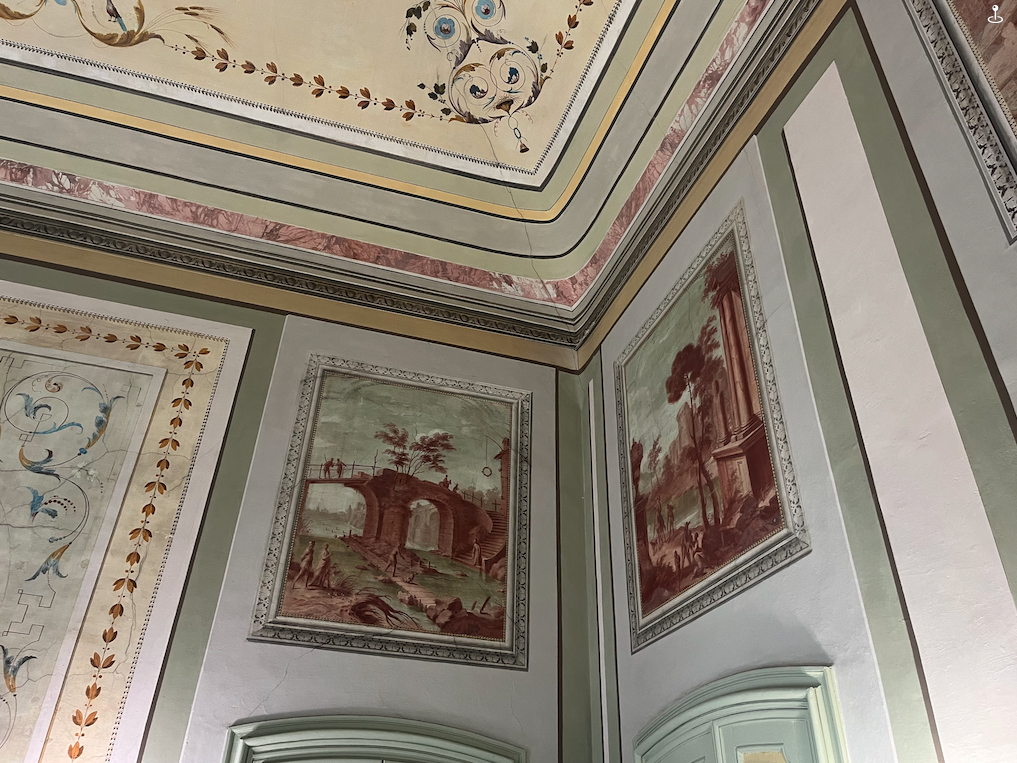
Giacomo Antonio Boni, affreschi del piano nobile, villa Cattaneo dell'Olmo

Il ciclo decorativo interno, affidato a Giacomo Antonio Boni e alla sua bottega a metà del XVIII secolo, suddivide gli spazi interni, dal trompe l'oeil dell'atrio al decoro della scala principale, per concludersi nelle scene arcadiche e mitologiche del salone. La più tarda decorazione neoclassica delle sale del piano nobile e della cappella, risalente alla fine del secolo, si integra armoniosamente con il ciclo pittorico precedente.

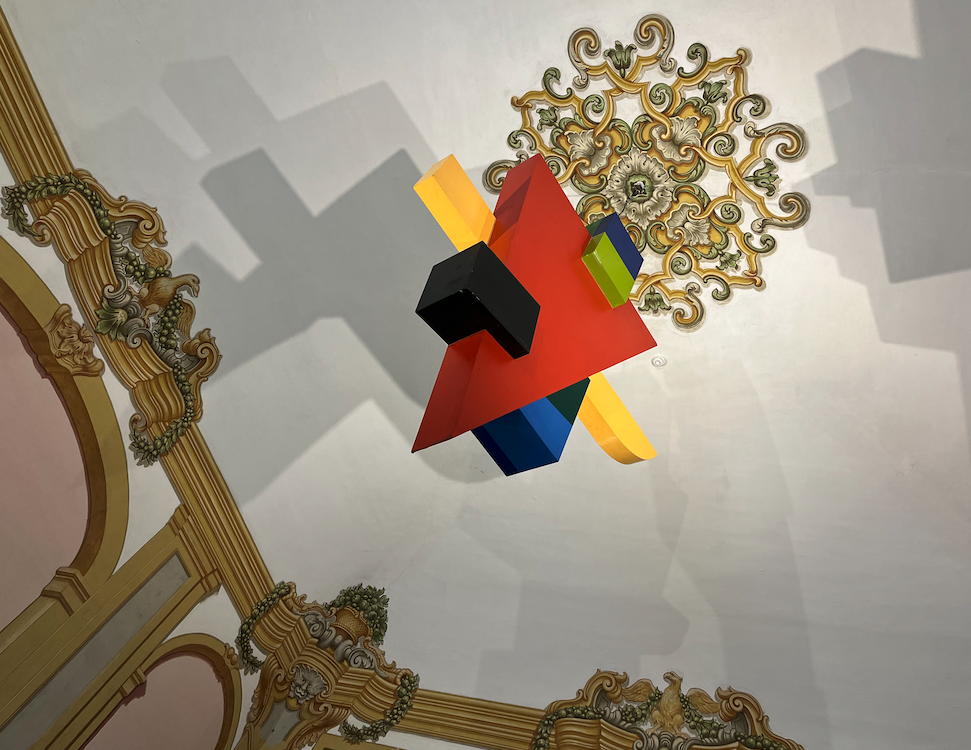
Rino Valido, "L'Equilibrio", e gli affreschi di Giacomo Antonio Boni nell'atrio di villa Cattaneo dell'Olmo

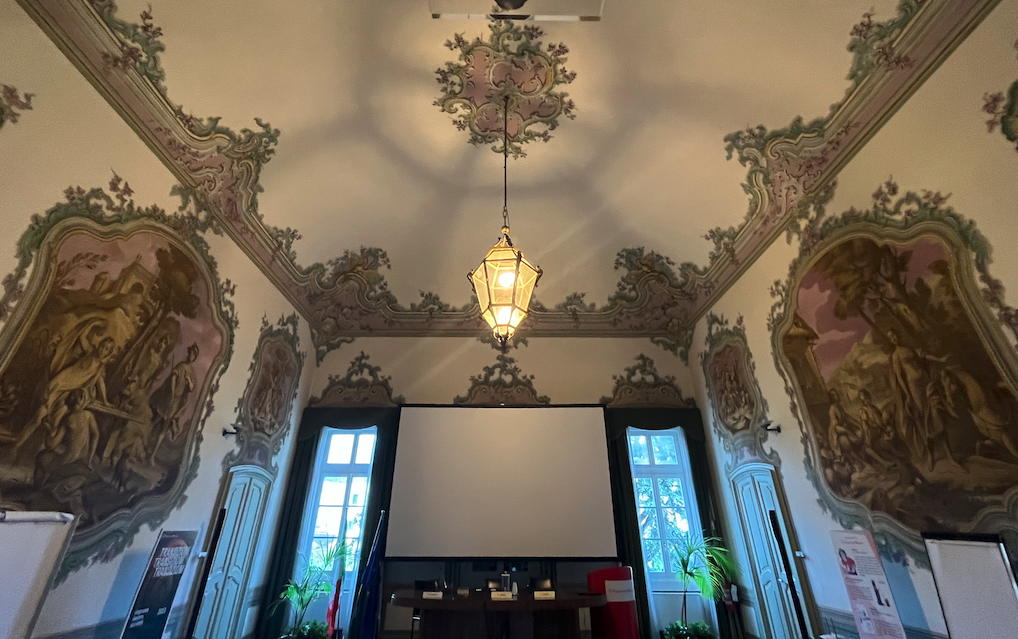
Giacomo Antonio Boni, affreschi del piano nobile, villa Cattaneo dell'Olmo

Gli affreschi dei salotti al piano terra, aggiunti nell'Ottocento dopo un'ulteriore passaggio di proprietà, rappresentano l'ultimo contributo decorativo alla villa, insieme ad una nuova impostazione visuale del parco circostante, compreso il viale alberato ancora esistente.